# Stadion Iwajło w Wielkim Tyrnowie
Stadion Iwajło – wielofunkcyjny stadion o pojemności 18 000 widzów, znajdujący się w Wielkim Tyrnowie. Swoje mecze rozgrywa na nim drużyna piłkarska Etyr Wielkie Tyrnowo.